# 桜川Daヴィんち
桜川Daヴィんち（さくらがわだゔぃんち）は、日本のレオナルド・ダ・ヴィンチの研究者、作家、アーティスト。北海道千歳市生まれ。血液型はO型。
2018年に開催された出版オーディションで、最多6社の引き合いで最優秀賞を獲得。2019年に飛鳥新社から『超訳ダ・ヴィンチ・ノート　神速で成長する言葉』を出版し、作家デビュー。2023年よりオンライン上に立ち上げたダ・ヴィンチ美術館のHＰを公開し、レオナルド・ダ・ヴィンチの思考法、絵画作品の解説、モナ・リザAIアートなどの情報発信をしている。2024年、『超訳ダ・ヴィンチ・ノート　神速で成長する言葉』の文庫版が出版され、2025年に劇作家の小林賢太郎脚本・演出の舞台『学芸員 鎌目志万とダ・ヴィンチ・ノート』の参考資料に選定されている。子供向けにレオナルド・ダ・ヴィンチのメッセージを伝えるために、絵本『だびんちくんと空飛ぶカメレオン』を制作し、Amazonから日本語、英語で同時出版をしている。

## 研究者になった経緯

### アートに関する興味
小学生時代に一番好きだった授業は図工。中学生になると美術の授業が好きになり、卒業制作では通常1つの作品提出で済むところ、没頭して６枚ほど制作したという。影響を受けた画家はパブロ・ピカソ、サルバドール・ダリ、抽象画の先駆けであるワシリー・カンディンスキー。「石狩管内児童生徒作品集」に作品が掲載され、校内にも展示がされる。高校の卒業旅行でイタリア、フランス、スペインの3カ国を周遊し、ミロ美術館、ピカソ美術館、シャガール美術館、ダリ美術館、セザンヌのアトリエ、ゴッホが描いたアルルの跳ね橋、黄色のカフェテラスなどを訪れ、アート巡りをしている。その際にレオナルド・ダ・ヴィンチの『最後の晩餐』と対面し、旅の思い出と掛け合わせたオリジナルの『最後の晩餐』を制作した。大学在学中もレオナルド・ダ・ヴィンチに関連した抽象画を描いており、テーマは『ダ・ヴィンチの脳』。右脳と左脳をフル回転している様の絵で、この頃から潜在的にダ・ヴィンチに関心を抱いていた。本格的に関心を抱き始めたのは、大学院の卒業旅行でパリのルーヴル美術館に行ったことがきっかけであり、帰国と同時に研究を独学でスタートさせた。

### 『バッカス』
ルーヴル美術館に訪れた際、レオナルド・ダ・ヴィンチの研究を始めるきっかけとなった絵画は、ギリシャ神話のお酒の神様として知られる酒神バッカス。35,000点もの展示作品がある中、引き寄せられるように魅了された絵がこの絵であり、近づいて誰の作品かを見た際、初めてレオナルド・ダ・ヴィンチの作品だった知った（ダ・ヴィンチ工房作とも言われる）。鑑賞者を射抜くように見つめる眼差し、両手の指でジェスチャーしている不思議な仕草に暗号性を感じ、『ダ・ヴィンチ・コード』とはまた違った意図が隠されているのではないかというインスピレーションを得た。ルーヴル美術館でのこの絵との対面がなければ、ダ・ヴィンチ研究者になることはなく、そういう意味では、絵の中の人に人生を変えられた体験をしたと語っている。

### 研究活動
独学で研究を進めるうちに、絵画に隠された暗号と同時に、レオナルド・ダ・ヴィンチの万能性の起源に関心を持つようになる。芸術家であり科学者であり、あらゆる学問にも精通した万能の天才の頭の中はどうなっていたのか。天才の思考回路は、レオナルド・ダ・ヴィンチが残した膨大な手稿を分析すれば理解できるのではないかと思い立ち、ダ・ヴィンチ思考の解明に着手。イタリア・フランスにも赴き、現地調査も行っている。研究成果を自身が企画した「ダ・ヴィンチ勉強会」で発表した。ある勉強会では、終了後に突然参加者の１人から拍手と共に「感銘を受けたので大学の先生になってください。知の大冒険」と好評を得て、ダ・ヴィンチから学べることをもっと普及する方法がないかと考えた。2019年がレオナルドダ・ヴィンチ没後500年の節目であり、その年に間に合うように出版活動を開始。出版オーディションで複数の出版社の目に止まり、飛鳥新社から『超訳ダ・ヴィンチ・ノート　神速で成長する言葉』を出版。翌年、韓国版として翻訳、2025年には台湾版で刊行。著者デビュー後は、FMラジオ川越のラジオパーソナリティとして、「“才能を開花しチャンスを引き寄せる”ダ・ヴィンチ思考ラジオ」の運営をしている。2023年には、ホームページをリニューアルし、オンライン上に立ち上げた「ダ・ヴィンチ美術館」の館長として情報発信をしている。

## 人物
本名と生年、年齢は非公開であるが、北海道出身の道産子を公言している。同志社大学大学院を卒業。
幼少期は病弱であり、幼稚園は半分くらいしか行かずに卒業したという。また鼻血の大量出血で救急車に運ばれた経験がある。小学生時代のある日、43度の高熱を出して入院をしたが、保健体育の授業で、人間は４２度以上の体温になると死に至るということを知って衝撃を受ける。「生かされた人生、何かに挑戦しないともったいない」という意識が芽生え、積極的に物事に取り組み始める。中でもアートへの関心が高く、華道家の假屋崎省吾との出会いをきっかけに生花を始めている。ダ・ヴィンチ思考を取り入れた斬新な現代アートのような作品を創造しており、ランドセルや炊飯器を花器とした前衛的な作品を華道展に出展して注目を浴びた。芸術、発明、学問、あらゆることに挑戦をしたレオナルド・ダ・ヴィンチにシンパシーを感じ、自らをダヴィンチストであると称している。

### テレビ出演エピソード
「小峠英二のなんて美だ!」（TOKYO MX）では、レオナルド・ダ・ヴィンチ完結編に出演。後半からレオナルド・ダ・ヴィンチのコスプレ姿で登場し、小峠英二の持ちネタである「なんて日だ！」をもじって「なんてヒゲだ！」というギャグを披露した。レオナルド・ダ・ヴィンチのコスプレは自前であり、ラジオパーソナリティや講演時にはコスプレをしていることがある。番組中では、レオナルド・ダ・ヴィンチの発明品や、『岩窟の聖母』などの絵画作品について解説をした。

## メディア関係

### テレビ番組
- 小峠英二のなんて美だ!（2022年3月8日 レオナルド・ダ・ヴィンチ完結編）

### ラジオ
- FMラジオ川越　ダ・ヴィンチ思考ラジオ　ラジオパーソナリティ （2022年1月1日-）
- J-WAVE RADIO DONUTS 出演
- JFN simple style オヒルノオト 出演
- FM千里 出演
- NOAS FM Book マイスター 掲載
- JFN ONE MORNING 掲載
- ラジオ大阪1314 掲載
- ゆめのタネ京都スタジオ 出演

### その他
- 2021年5月10日に放送された菅田将暉のオールナイトニッポンで、菅田将暉がスマホの待ち受け画面をアインシュタインからレオナルド・ダ・ヴィンチに変更したことを告白。桜川Daヴィんちが、菅田将暉の母にアインシュタインよりもダ・ヴィンチの方がお似合いなのではないのか、と話したことがきっかけだという[8]。実際に、『超訳ダ・ヴィンチ・ノート　神速で成長する言葉』にも、現代のダ・ヴィンチの1人として、菅田将暉があげられている。
- 2022年11月28日、 ローラのInstagramで、『超訳ダ・ヴィンチ・ノート　神速で成長する言葉』が紹介される。「レオナルドダヴィンチさんはどんな人だろう？と思ってパリのルーヴル美術館に行く前に本を読んでいたんだけどね、そのなかでわかりやすくまとめた本をみつけたから幾つか書き残すね」[9]
- 2025年、『学芸員 鎌目志万とダ・ヴィンチ・ノート』の舞台化をきっかけに、脚本・演出を担当した小林賢太郎から「著者はダ・ヴィンチを研究しているというより、受信しているように思えた」という言葉を、文庫本の帯コメントにしている。

## 書籍
- 『超訳ダ・ヴィンチ・ノート　神速で成長する言葉』（飛鳥新社、2019）
- 『超訳ダ・ヴィンチ・ノート　神速で成長する言葉』文庫版（飛鳥新社、2024）
- 『だびんちくんと空飛ぶカメレオン』絵本（Independently published、2025）